# Griparnas hus
Griparnas hus (italienska: Casa dei Grifi) är en romersk bostad från senrepublikansk tid, belägen under larariet i Domus Flavia – flaviernas palats – på Palatinen i Rom. Bostaden, som hyser målningar från andra pompejanska stilen, är mycket välbevarad. Bostadens namn kommer av en lynett med en stuckrelief med två gripar.

## Beskrivning
Griparnas hus, som var en rikt påkostad patricierbostad, är den äldsta privatbostaden som påträffats på Palatinen. De flesta av målningarna befinner sig in situ, medan andra bevaras i Antiquarium del Palatino, Palatinens museum.
Byggnaden uppfördes med tekniken opus incertum; murarna byggdes av oregelbundet placerade stenar av olika storlek. Senare företogs en renovering i opus quasi reticulatum-tekniken, det vill säga stenarna är ställda på hörnkant, så att fogarna blir diagonala. Ett rum uppvisar opus scutulatum-teknik i golvbeläggningen. Målningarna i Griparnas hus visar bland annat illusionistiskt återgivna kolonner.
Griparnas hus är en terrasserad byggnad. Ett annat exempel på denna byggnadstyp utgör det i Pompeji belägna så kallade Casa di Championnet, uppkallat efter den franske generalen Jean-Étienne Championnet.

## Bilder
| - Karta över Domus Flavia med Griparnas hus, Aula Isiaca och Aula Regia. |